# Marran al-Fuwara
Marran al-Fuwara – wieś w Syrii, w muhafazie Hims, w dystrykcie Hims. W 2004 roku liczyła 180 mieszkańców.